# Tövisházi Ambrus
Tövisházi Ambrus (?, 1976. április 5. –) magyar zeneszerző, zenész, producer, az Amorf Ördögök, a Péterfy Bori & Love Band, az Erik Sumo Band és az Amorf Lovagok együttesek alapítója. A Kék Pelikan, az Az igazi Mikulás, a Pánik és a Liza, a rókatündér című filmek zenéjének szerzője. Zenei producerként számos előadó munkájában közreműködött (mint például: Unbending Trees, Kiscsillag, Hó Márton). Az Időfutár ifjúsági rádiójáték sorozatban elhangzó dalokat és a főcímzenét Tövisházi Ambrus és Hó Márton írták.

## Filmzenék
- Darazsak, Ludak, Körtefa (2004)
- Fluxus Hair Tainer (2005)
- Az igazi Mikulás (2005)
- Pánik (2008)
- My Name is Boffer Bings (2013)
- Liza, a rókatündér (2015)
- Vendégszeretet (2017)
- A fehér szarvas (2019)
- Becsúszó szerelem (2020)
- Katinka (2022)
- Ma este gyilkolunk (2023)

## Díjai, kitüntetései, elismerései
- A Magyar Érdemrend lovagkeresztje (2009)[6]
- KULTer.hu kortárs kultúrportál a 2015-ös év legjobban sikerült filmzenéje – a Liza, a rókatündér betétdala (2016)[7]
- Magyar Filmdíj – legjobb zeneszerző (2016)[8]